# Sphenoraia
Sphenoraia es un género de escarabajos de la familia Chrysomelidae. El género fue descrito científicamente primero por Clark en 1865. Esta es una lista de especies pertenecientes a este género:
- Sphenoraia anjiensis Yang & Li, 1998
- Sphenoraia apicalis Kimoto, 1983
- Sphenoraia bengalensis Laboissiere, 1940
- Sphenoraia berberii (Jiang, 1992)
- Sphenoraia bicolor (Hope, 1831)
- Sphenoraia convexa Laboissiere, 1940
- Sphenoraia cupreata Jacoby, 1890
- Sphenoraia cyanella Lopatin, 2005
- Sphenoraia duodecimmaculata Jacoby, 1889
- Sphenoraia duvivieri (Laboissiere, 1925)
- Sphenoraia flavicollis Clark, 1865
- Sphenoraia imitans Jacoby, 1892
- Sphenoraia intermedia Jacoby, 1885
- Sphenoraia javana (Wiedemann, 1819)
- Sphenoraia micans (Fairmaire, 1888)
- Sphenoraia multimaculata Kimoto, 1982
- Sphenoraia nebulosa (Gyllenhal, 1808)
- Sphenoraia nigra Wang, Li & Yang, 2000
- Sphenoraia nigromaculata Jiang, 1992
- Sphenoraia paviei Laboissiere, 1934
- Sphenoraia punctipennis (Jiang, 1992)
- Sphenoraia rutilans (Hope, 1831)
- Sphenoraia warisan Mohamedsaid, 2000
- Sphenoraia yajiangensis (Jiang, 1992)